# Domeyko
Domeyko es un localidad chilena entre las ciudades de La Serena y Vallenar, al costado de la ruta 5, en la Región de Atacama. 10 km al norte del poblado de Cachiyuyo.

## Toponimia
La localidad recibe su nombre en homenaje al geólogo polaco Ignacio Domeyko.

## Historia
Aquí la imaginación permite un fácil viaje en el tiempo. Las calles todavía conservan su carácter original y los edificios mantienen el típico estilo arquitectónico de las décadas pasadas.
En la entrada, además existe una exposición interesante de objetos históricos.

### Estación de ferrocarril
La estación Domeyko formó parte de la red longitudinal y se ubica en el kilómetro 659 (desde La Calera). Domeyko era entonces un pueblo bien conectado con el resto del país.

## Demografía
Entre los años 1940 y 1970, Domeyko tenía entre 1500 y 1800 habitantes. En los años 1990 la población disminuyó a alrededor de 1000 personas.
Según los datos recolectados en el censo del Instituto Nacional de Estadísticas realizado el año 2002, la aldea posee una población de 924 habitantes, de los cuales 459 hombres y 465 mujeres, número correspondiente tanto a los residentes del sector como a la población flotante respectiva (trabajadores). Son 321 las viviendas contabilizadas en el mismo informe.

## Economía
Su economía se basa mayormente de la pequeña y mediana minería, pero además de ello, existe un puñado de habitantes que se dedican a la recolección de huiro en las costas cercanas, que luego son secadas al sol, pudiendo esto ser visto claramente desde la ruta 5.

## Turismo
En esta localidad se celebra la Fiesta de Santa Elena el 18 de agosto de cada año.

## Transporte y comunicaciones
Esta localidad dista 614 km de Santiago de Chile y 194 km de Copiapó, capital regional.

### Transportes Hernán Álvarez Rojas
Es una línea de buses local, que cuenta con recorridos diarios hacia Cachiyuyo y Vallenar; Además los domingos hacia Incaguasi, distante 40 km.

### Telecomunicaciones
En la localidad existe una repetidora de la radioemisora Nostálgica FM en el 98.1 MHz. Posee también la radio comunitaria Enlaser FM en el 107.9 MHz del dial FM.
Posee una repetidora de TVN, y es el único canal de televisión abierta en la comuna, los demás canales nacionales pueden ser vistos a través de satélite sin dificultades.